# Landhervorming

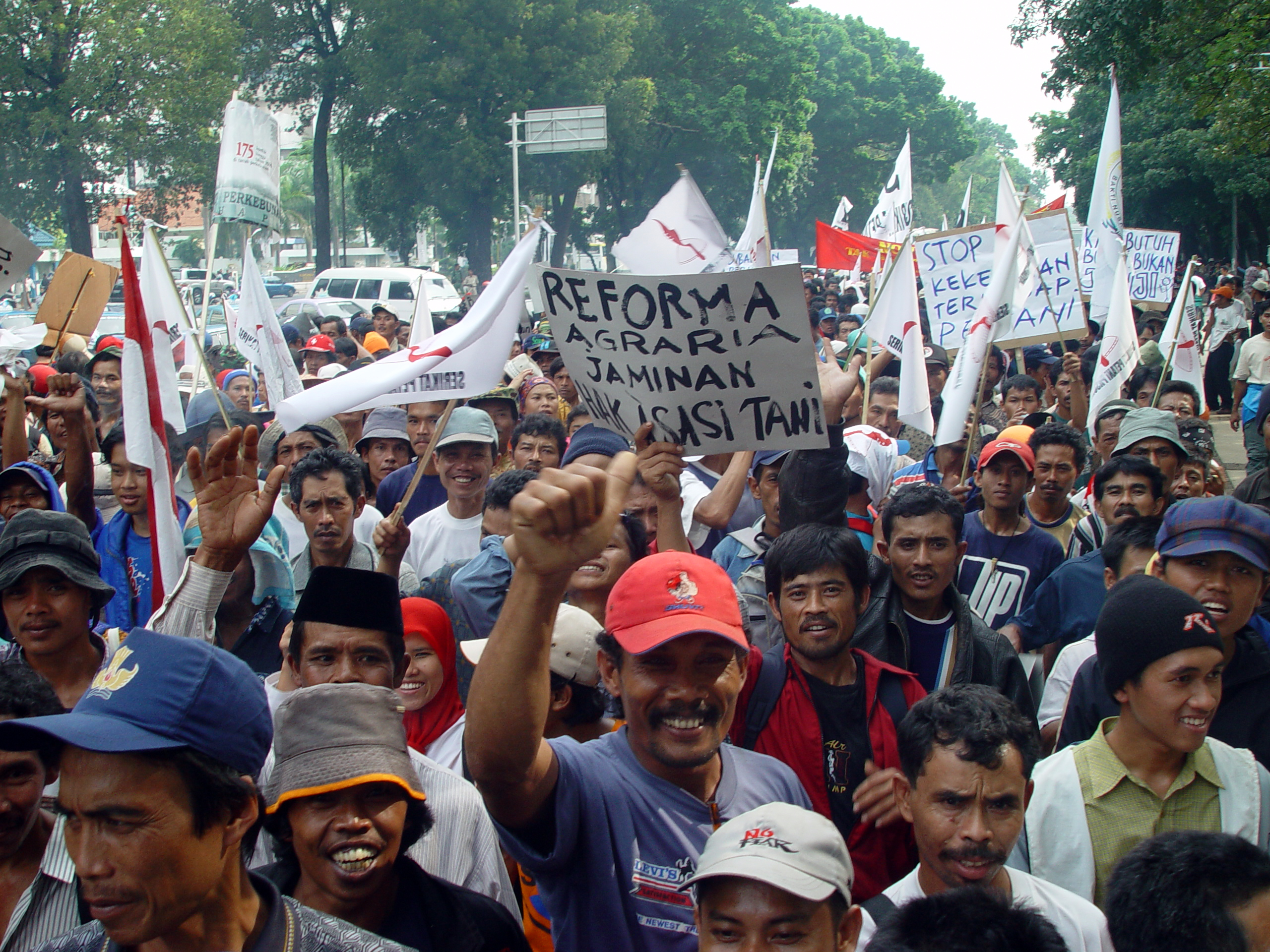
Indonesische boeren betogen voor landhervorming (2004).

Landhervorming is een doelbewuste wijziging in het grondbezit waartoe door een overheid is besloten om ideologische, etnische, economische of sociaal-politieke redenen en die een verplicht karakter heeft. Het gaat hierbij om een wijziging van de eigendoms- of gebruiksrechten op grond of in het algemeen van het rechtsstelsel inzake grondbezit, meestal met het oog op een gelijkere verdeling van de eigendoms- of gebruiksrechten. Het doel is vaak een herverdeling tot stand te brengen, van land van grootgrondbezitters naar kleine boeren en landloze landarbeiders.
De achterliggende motieven voor een landhervorming variëren van anarchistisch of communistisch geïnspireerd gemeenschapsbezit over filosofische overwegingen van rechtvaardigheid tot een efficiënter gebruik van land. De mechanismen voor de uitvoering ervan gaan van een marktgerichte landhervorming, waarbij kleine boeren de grond tegen de marktprijs kopen, tot onteigening van grootgrondbezitters door de staat, zelfs zonder compensatie. Vooral dit laatste wordt bekritiseerd als een inbreuk op het fundamentele recht op eigendom.
Landhervorming was in de geschiedenis een belangrijk thema bij talloze revoluties en opstanden, al dan niet socialistisch geïnspireerd.

## Geschiedenis

### Oudheid en Middeleeuwen
De geschiedenis van de landhervormingen gaat minstens terug tot de Gracchische hervormingen in het Oude Rome. De Middeleeuwen kenden talrijke boerenopstanden, met landbezit en -gebruik als inzet, zoals in Frankrijk de Jacquerie (1358) of de Engelse Boerenopstand (1381).

### Moderne Tijd
In het moderne Europa vond de eerste grote landhervorming plaats na de Franse Revolutie. Tijdens de Boerenkrijg in de Zuidelijke Nederlanden (1798) werden kerkelijke gronden genaast en openbaar verkocht.Utopisch geïnspireerd gemeenschapsbezit was het gedachtegoed achter de Nederlandse vereniging Gemeenschappelijk Grondbezit (1900-1958). In de jaren 1930 was de gedwongen collectivisatie in de Sovjet-Unie een van de oorzaken van de Holodomor-hongersnood in Oekraïne.

### Hedendaagse geschiedenis (1945-heden)
In veel voormalige koloniën vonden landhervormingen plaats als gevolg van de dekolonisatie. Vanaf 2000 voerde in Zimbabwe president Mugabe drastische landhervormingen door, zonder compensatie voor de blanke landeigenaars.
Na de Cubaanse Revolutie van 1959 was landhervorming een centraal punt van de nieuwe regering: grote landgoederen (meer dan 67 hectare) werden geconfisqueerd, en pachters kregen volledige eigendomsrechten. In de jaren 1960 voerde de sjah van Perzië landhervormingen door, ten koste van de moslim-geestelijkheid.
Ook in de 21e eeuw kwamen er vooral in ontwikkelingslanden landhervormingsbewegingen tot stand, zoals onder meer in 1984 de Beweging van Landloze Landarbeiders in Brazilië, en internationaal in 1992 de organisatie Via Campesina. Deze bewegingen zijn vaak gekant tegen de neoliberale globalisatie.